# Terme dei Sette Sapienti
Le Terme dei Sette Sapienti (III,X,2), sono un complesso termale pubblico della città romana di Ostia, costruito in età adrianea (prima metà del II secolo d.C.).

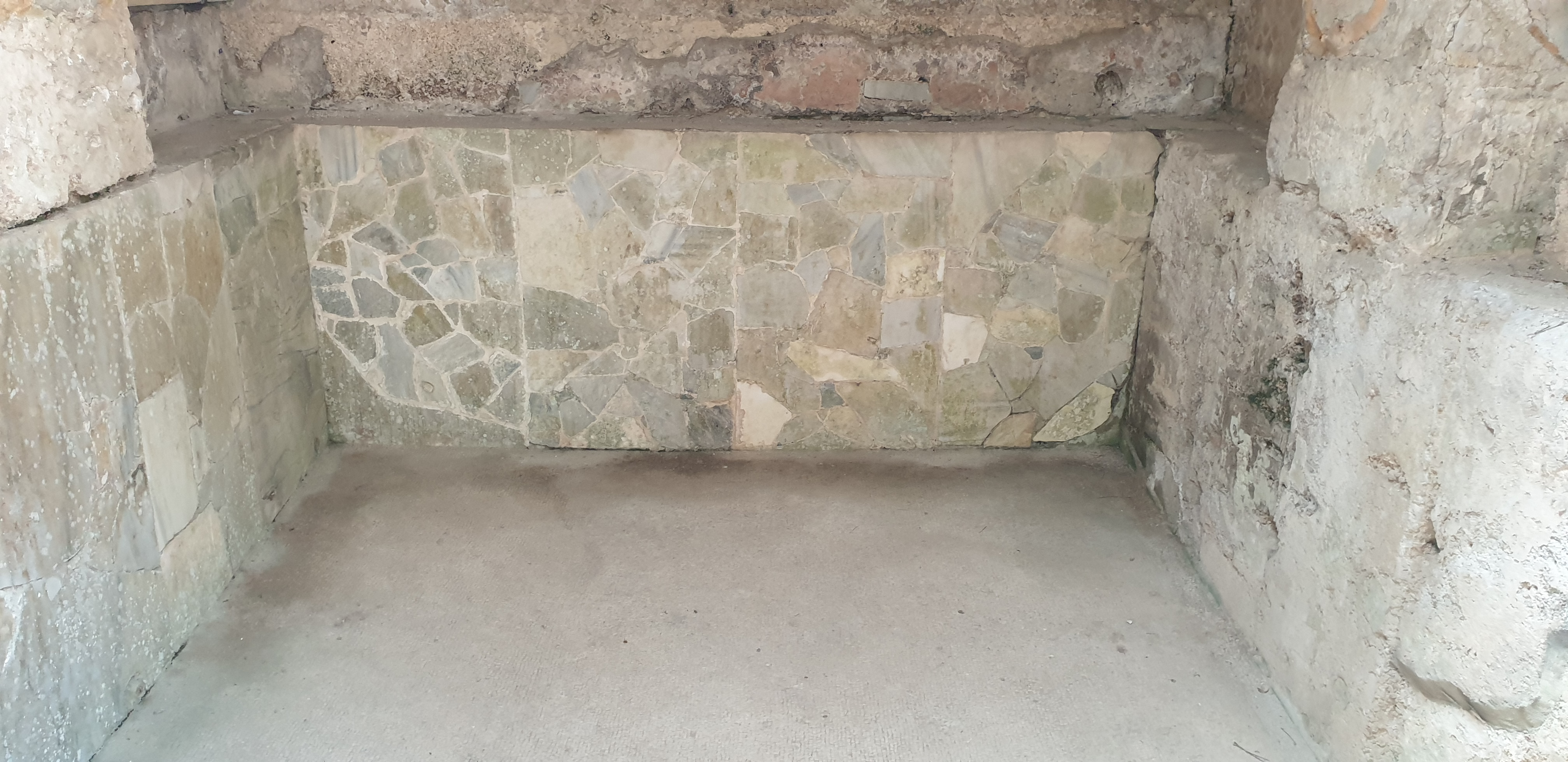
Marmi nella nicchia del frigidarium principale

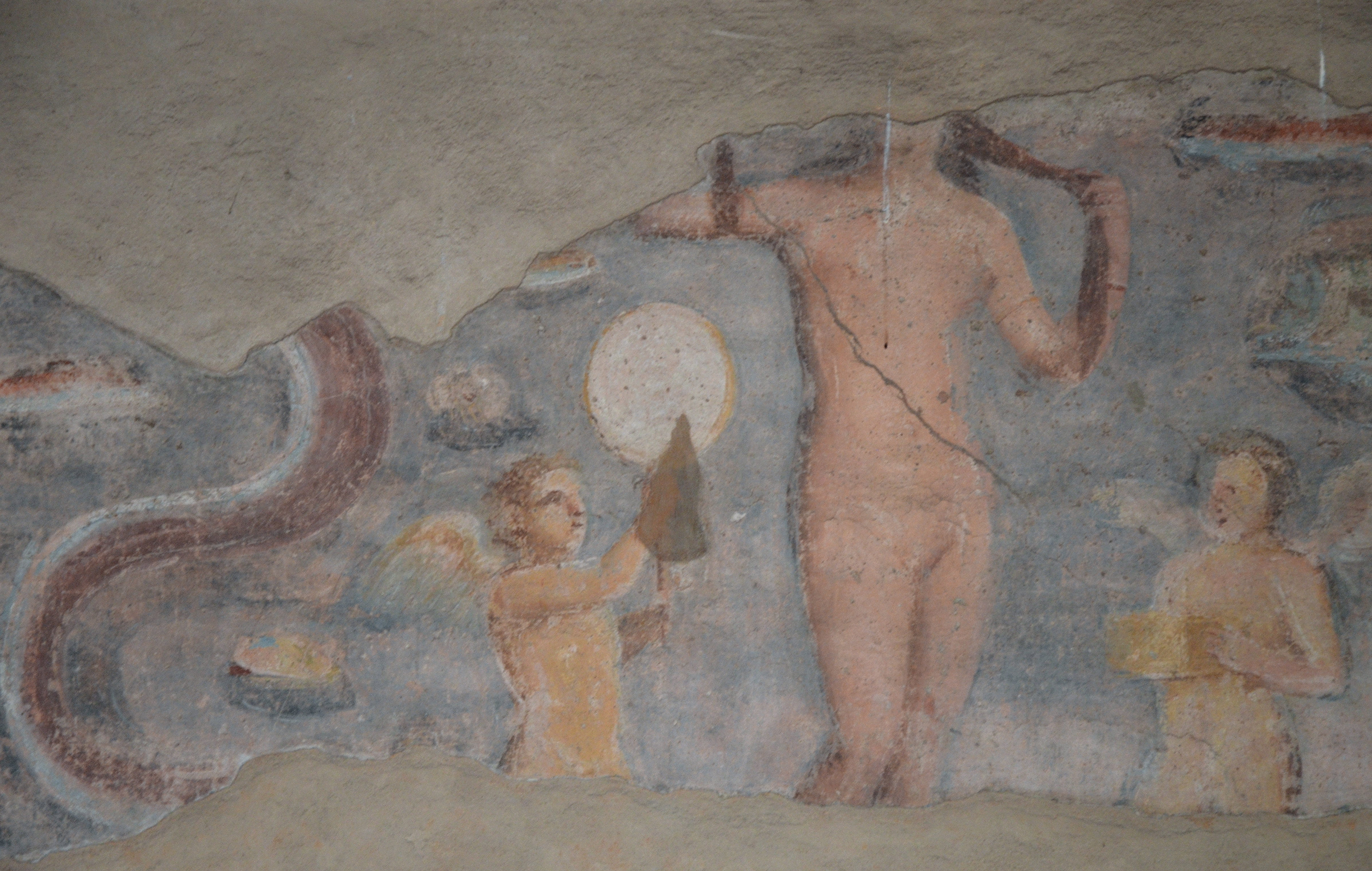
Affresco con Venere che emerge dal mare

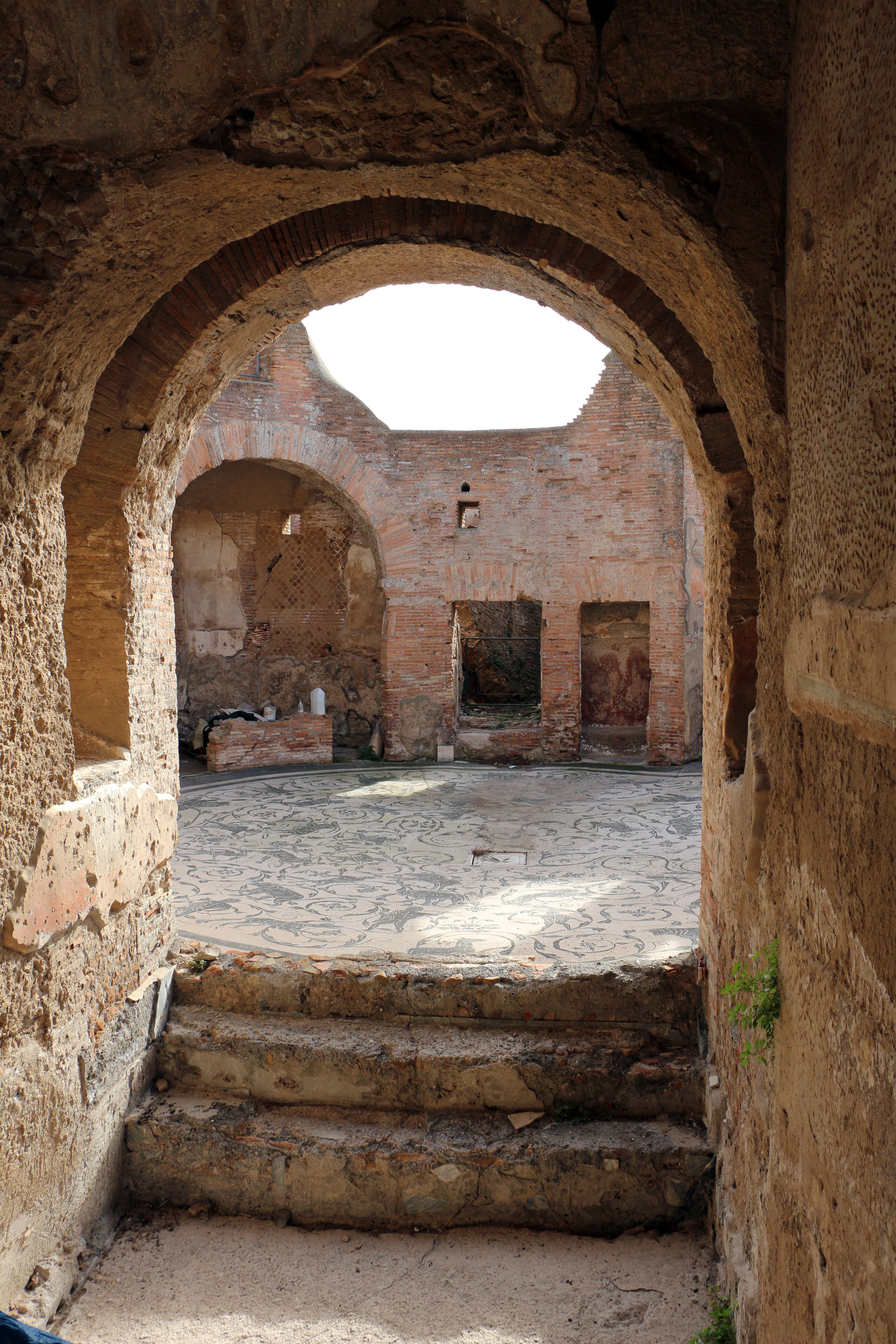
Frigidarium

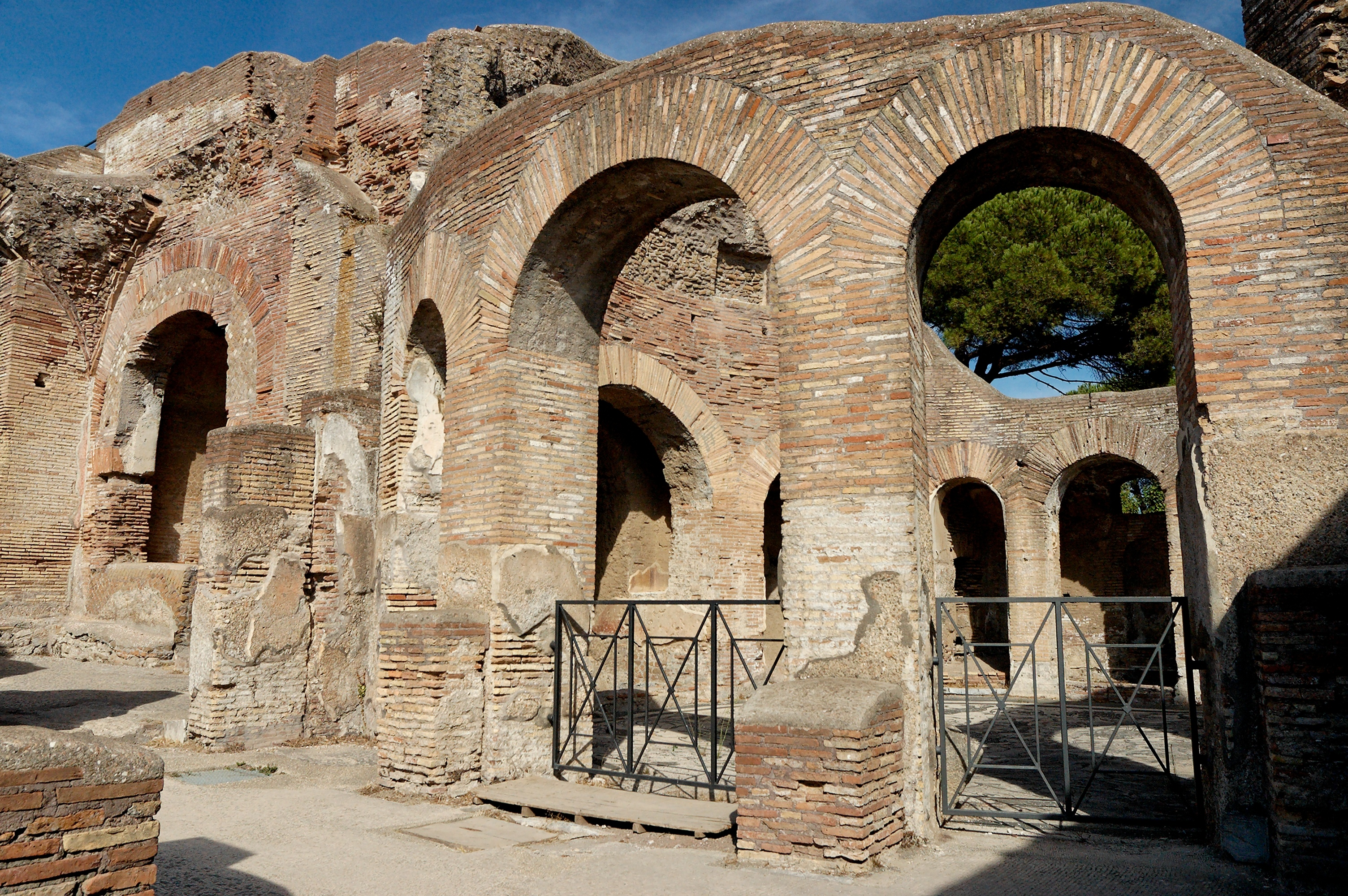
L'edificio termale

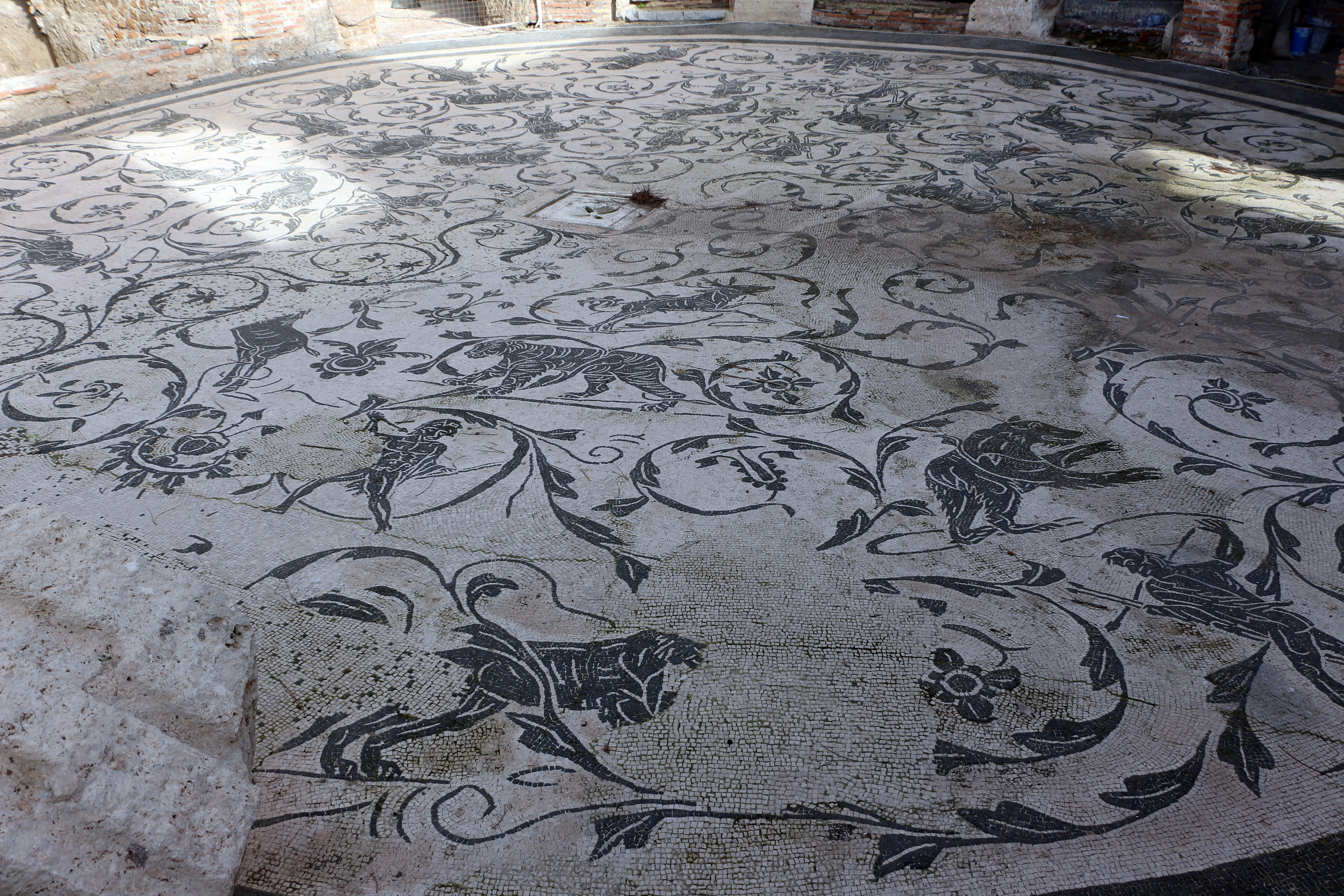
Mosaico del frigidarium

## Descrizione
Le terme si trovavano nella regio III, il settore più occidentale della città, ed erano comprese tra la Casa degli Aurighi (III,X,1 ) a nord, e la Casa di Serapide (III,X,3) a sud, servendone dunque gli abitanti, anche se dalla posizione degli ingressi, si ricava che potevano essere utilizzate anche da persone qui non residenti.
Le terme devono il nome ai dipinti di una stanza stanza accessibile dal frigidarium, probabilmente uno spogliatoio, che raffigura i sette saggi greci, vissuti intorno al 600 a.C., ed identificati da scritte che riportano i loro nomi e le città di origine.
L'edificio rispetta l'usuale struttura delle terme romane, che prevedeva la presenza di uno o più frigidarium, di tepidaria e calidaria; oltre a questi locali principali vi erano il vestibolo e le sale sotterranee, destinate a riscaldare gli ambienti caldi. 
L'ingresso dal quale si accede al vestibolo, si trova nell'ampio cortile dalla cosiddetta Casa di Serapide, proprio accanto al saccello dedicato al dio greco che ha dato il nome all'edificio.
Il frigidarium principale, originariamente coperto da una cupola, è di forma circolare (12 metri di diametro), pavimentato con un mosaico a tessere bianche e nere, con scene di caccia, dove compaiono 15 cacciatori, e motivi vegetali; risale al 130 a.C., ma ha subito dei restauri in età severiana. Resti di un fine mosaico policromo con raffigurate decorazioni vegetali, ornava alcune pareti del frigidarium. Il secondo frigidarium invece conserva resti di un affresco che rappresenta Venere che emerge dal mare.
Le stanze riscaldate, identificabili dall'utilizzo di mattoni forati alle parteti per permettere il passaggio dell'aria riscaldata, si trovavano verso sud rispetto al frigidarium. Un calidarium, aveva vasche in tre nicchie, coperte da volte a botte, un tepidiarium presentava un mosaico sul pavimento con raffigurate amorini e nereidi, mentre il vestibolo era pavimentato con un uomo nudo e un'iscrizione.
Nel settore del complesso che conserva ancora la copertura, si trova il secondo e più piccolo frigidarium, impreziosito da un affresco con rappresentata la Venere Anadiomene, che sorge dal mare, opera di pregevole fattura.

## Iscrizioni
L'affresco dei sette saggi, tre dei quali sono andati perduti, riporta le seguenti iscrizioni:
- SOLON ATHENAIOS, Solone di Atene;
- THALES MEILESIOS, Talete di Mileto;
- CHEILON LAKEDAIMONIOS, Chilone di Sparta;
- [Biante] PRIENEUS, Biante di Priene.

Sotto i personaggi, sono riportati testi umoristici:
- VT BENE CACARET VENTREM PALPAVIT SOLON, Solone si strofinò la pancia per defecare bene;
- DVRVM CACANTES MONVIT VT NITANT THALES, Talete raccomandava che coloro che defecano con difficoltà si sforzassero;
- VISSIRE TACITE CHILON DOCVIT SVBDOLVS', L'astuto Chilone insegnò a flatulare inosservato;
- IVDICI (?) | OR(di)NA (?) e VERGILIVM LEGIS(se) PVERIS (sotto Solone);
- VERBOSE TIBI | NEMO | DICIT DVM PRISCIANV(s) | (?) (u)TARIS XYLOSPHONGIO NOS | (? a) QVAS (sotto Talete);

Sotto i saggi sono state conservate le teste di persone che probabilmente sono sedute su una latrina comune cui si riferiscono le seguenti scritte:
- MVLIONE SEDES, PROPERO, Mi affretto;
- AGITA TE CELERIVS | PERVENIES, Spingi forte, finirai più in fretta;
- AMICE FVGIT TE PROVERBIVM | BENE CACA ET IRRIMA MEDICOS. Fuggi dai proverbi. Caca bene e fotti il medico.[4]

Sopra i saggi e sulla volta ci sono dipinti di una figura maschile volante (forse Pan) e di anfore, una con la parola FALERNVM, che si riferisce al vino campano di alta qualità, il Falerno. 
L'iscrizione del vestibolo riporta l'iscrizione IVLI CARDI H(ic) C(onspicitur) E(ffigies), questa è l'effige di Iulius Cardius (questo è Iulius Cardius), probabilmente un custode dei bagni.

### Annotazioni
1. ↑  Le fonti antiche discordano su quali pensatori greci fossero da annoverare tra i Sette sapienti. Platone, il primo a elencarli nel Protagora, cita Talete di Mileto, Pittaco di Mitilene, Biante di Priene, Solone, Cleobulo di Lindo, Misone di Chene e Chilone di Sparta.
2. ↑  Si ipotizza che precedentemente le terme, o parte di queste, avessero ospitato un Thermopolium. [2]

### Riferimenti
1. 1 2 3 4 5   Terme dei Sette Sapienti, su ostiaantica.beniculturali.it. URL consultato l'11 dicembre 2024.
2. 1 2 3 4 5 6 7 8 9 10  (EN) Regio III - Insula X - Terme dei Sette Sapienti (III,X,2), su ostia-antica.org. URL consultato l'11 dicembre 2024.
3. 1 2 3 4 5 6 7   Gabriele Romano, Le terme dei Sette Sapienti di Ostia antica, in Forma Urbis, XIII,6, 2008. URL consultato il 12 dicembre 2024.
4. ↑   OSTIA - REGIO III - INSULA X - TERME DEI SETTE SAPIENTI (III,X,2), su romanoimpero.com. URL consultato il 12 dicembre 2024.